# Karl Friedrich Reiche
Karl Friedrich Reiche, född den 31 oktober 1860 i Dresden, död den 26 februari 1929 i München, var en tyskfödd botanist, verksam i Latinamerika. Auktorsnamnet Reiche kan användas för Karl Friedrich Reiche i samband med ett vetenskapligt namn inom botaniken; se Wikipediaartiklar som länkar till auktorsnamnet.
Reiche flyttade 1890, efter att ha blivit filosofie doktor, till Chile. Han blev 1896 föreståndare för botaniska avdelningen av nationalmuseet i Santiago, botanist vid Instituto agricola där och gjorde åtskilliga resor för Chiles utforskning. Hans större arbeten över detta land är Flora de Chile (spansk, 5 band, 1896-1910) och Grundzüge der Pflanzenverbreitung in Chile (1907), vartill kommer ett 30-tal smärre skrifter. År 1911 flyttade Reiche till Mexiko, blev professor i botanik vid universitetet i staden Mexiko och företog forskningsfärder även i detta land.